# Parafia św. Jerzego w Szalejowie Górnym
Parafia św. Jerzego w Szalejowie Górnym znajduje się w dekanacie polanickim w diecezji świdnickiej. Była erygowana w XV w..

## Świątynie
- Kościół św. Jerzego w Szalejowie Górnym
- Kościół św. Szymona i Judy Tadeusza w Szalejowie Dolnym
- Kaplica św. Anny w Szalejowie Dolnym
- Kaplica św. Marii Magdaleny w Szalejowie Dolnym
- Kościół Matki Bożej Bolesnej w Wolanach

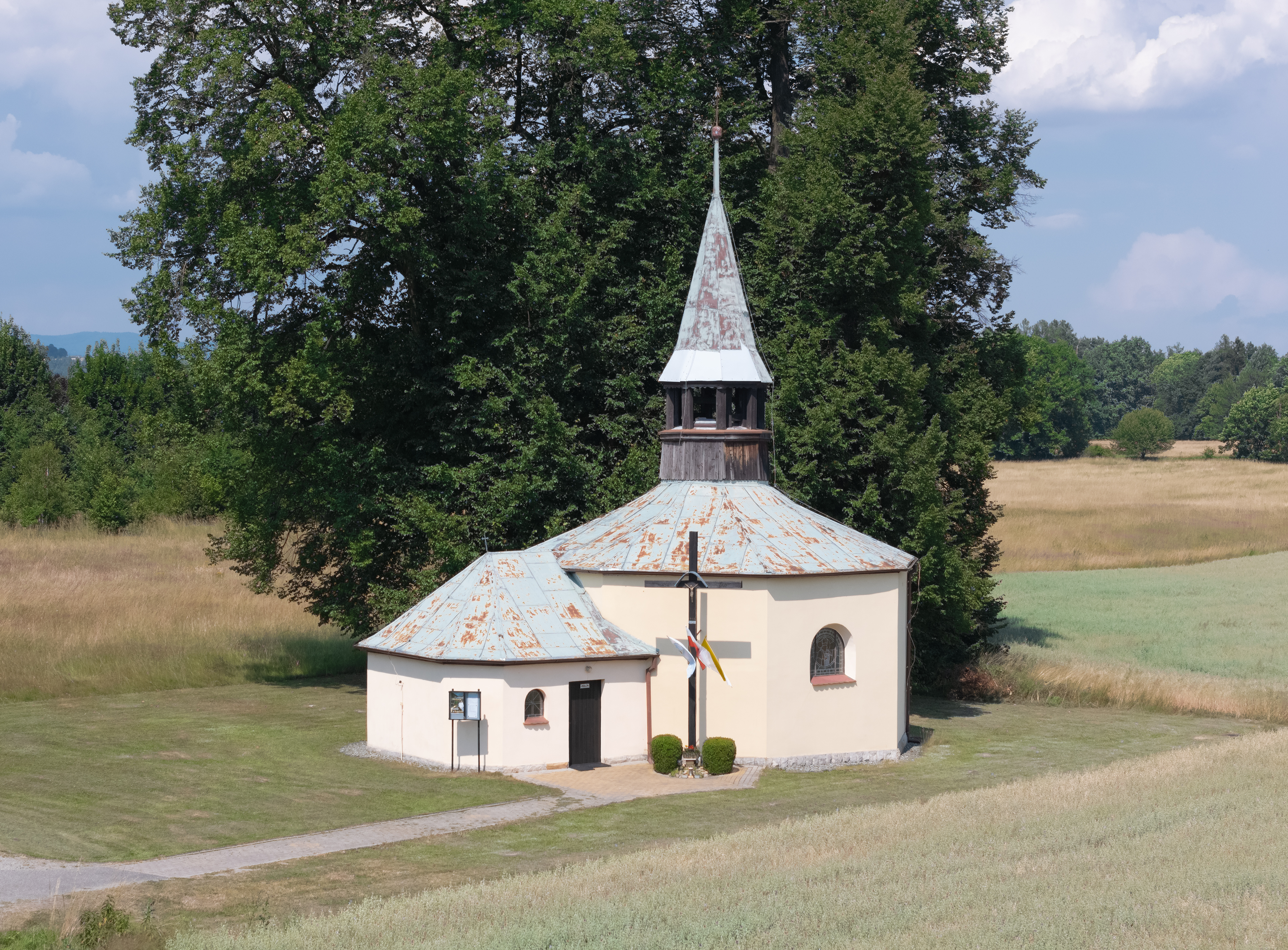
Kościół MMB w Wolanach